# Operace Spojenecká síla
Operace Spojenecká síla (anglicky Operation Allied Force) byla vojenská intervence Severoatlantické aliance (NATO) ve válce v Kosovu, která trvala od 24. března do 10. června 1999. Operace spočívající v leteckém bombardování srbských cílů ve Svazové republice Jugoslávie a známá též jako bombardování Jugoslávie silami NATO měla za cíl zastavení násilí a represí proti kosovským Albáncům, umožnění dodávek humanitární pomoci a vyřešení statusu Kosova na základě dohod z Rambouillet a zastavení opakovaného porušování příměří ze strany Srbska a napadání mezinárodních mírových sil NATO IFOR a SFOR.
Tento vojenský útok představoval druhé otevřené použití vojenské síly státy NATO ve válce v Jugoslávii. Prvním byla operace Rozhodná síla, bombardování bosenskosrbské armády v roce 1995. Zároveň se jednalo o největší vojenský střet na území Srbska a Černé Hory od dob druhé světové války.
NATO původně připravovalo různé scénáře pro své zapojení na území Kosova. Letecké bombardování bylo navrženo na poslední chvíli. Severoatlantická aliance nebyla na zásah tohoto typu zcela připravena a na začátku kampaně neměla ani dostatek letadel k provádění vzdušných úderů.
Operace vedla k dohodě v Kumanovu, která sjednávala ukončení kosovské války a pobyt mezinárodních jednotek KFOR v Kosovu, kde nahradily síly Jugoslávské armády. Vojenský zásah vyvolává kontroverze, kritizovány jsou zejména civilní oběti a zpochybňována legitimita zásahu a jeho přínosnost pro obyvatele Kosova.

## Důvody k intervenci
Motivem bombardování Svazové republiky Jugoslávie byla snaha přinutit jugoslávskou vládu vedenou Slobodanem Miloševičem k ukončení vyhánění, vraždění a provádění dalších násilných akcí vůči albánskému obyvatelstvu Kosova, k němuž docházelo v rámci ozbrojeného konfliktu mezi jugoslávskou armádou a srbskými paravojenskými oddíly na jedné straně a albánskou Kosovskou osvobozeneckou armádou (UÇK) na straně druhé. K odhodlání k intervenci přispěly zprávy o Srby zpochybňovaném masakru civilistů v Račaku.

## Situace v OSN a legalita zásahu
Rada bezpečnosti OSN označila situaci v Kosovu za hrozbu pro mezinárodní mír a bezpečnost v tamní oblasti. Ale v důsledku možného veta ze strany Ruské federace a Číny nebyla schválena další rezoluce, která by dala zmocnění užít všech nezbytných prostředků. Někteří autoři proto považují intervenci za nelegální. Rusko - tehdejší spojenec Slobodana Miloševiče - se snažila prosadit rezoluci prohlašující tuto akci za nezákonnou. Podpořili ji však jen tři státy z RB OSN. Jak jiní autoři poukazují, tato přímá podpora Ruska - kdy Rusko má v RB OSN právo veta - byla důvodem, proč NATO neřešilo situaci v Kosovu za pomoci RB OSN, neboť tato snaha by byla zjevně neúčinná. RB OSN v situaci, kdy pachatel válečných zločinů má podporu jednoho stálého člena RB OSN, je RB paralyzována a tedy zjevně neúčinná, proto tito autoři pokládají v takové situaci za legální zásah i bez mandátu OSN.
V době zásahu např. tehdejší prezident USA Bill Clinton hovořil o nutnosti postavit se na stranu trpících obětí a tím zajistit mír, svobodu a stabilitu v Evropě. V současné době je otázka legálnosti zásahu v Kosovu stále nedořešenou otázkou, kdy lze postoj jednotlivých států k této otázce zhruba odvodit z postoje států k uznání nezávislosti Kosova, kterou uznává zhruba polovina států světa. Největší podporu má přitom Kosovo od států Evropské unie a severoamerických států, největším kritikem jak nezávislosti, tak samotného zásahu je Rusko a Čína.

## Průběh operace

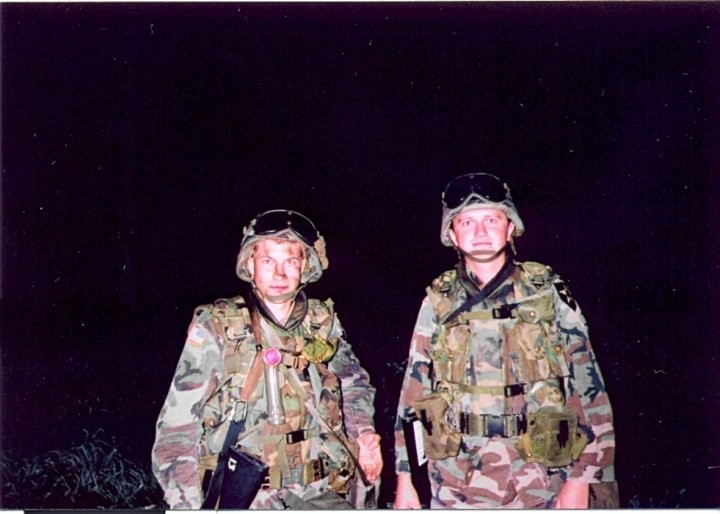
Vojáci americké armády poblíž Camp Moneith během operace Spojenecká síla

24. března 1999 v 19:00 zahájilo NATO vzdušné útoky na cíle ve Svazové republice Jugoslávie. Bombardovací kampaň NATO zahrnovala přes nejprve desítky, a poté až stovky letadel operujících ze základen v Itálii, Německu a letadlové lodi USS Theodore Roosevelt umístěné v Jaderském moři. Za soumraku provedla letka F/A-18 Hornet Španělského letectva nálet na Bělehrad, při němž vyřadila systémy protivzdušné obrany. Několik křižujících střel BGM-109 Tomahawk bylo vypáleno z lodí a ponorek. Ačkoliv byly do útoků zapojeny všechny státy NATO, Spojené státy tvořily hlavní část antijugoslávské koalice. Některá letadla byla vysílána na své mise ze základen ve státě Missouri a podnikaly i třicetihodinové lety.
Během desetitýdenního konfliktu odstartovala letadla NATO celkem ke 37 000 bojových misí, při čtvrtině z nich prováděla bombardování. Pro německou Luftwaffe to bylo největší bojové nasazení od druhé světové války.
Spojenecké letectvo nicméně trápil zpočátku nedostatek strojů a špatné počasí. Proto nebylo možné kampaň spustit s takovou razancí, aby bylo možné účinně odstrašit jugoslávské vojenské velení. I po zahájení bombardování probíhaly vojenské operace jugoslávské armády na území Kosova, a to ještě v intenzivnější síle. Právě vzhledem k tomu, že byl výsledek kampaně spíše omezený, se od května rozhodlo vedení NATO rozšířit seznam cílů i na civilní objekty a instalace. Vojenské operace NATO se také intenzivněji zaměřily na jugoslávská pozemní vojska a strategické bombardování. To mělo za následek sice vyšší ztráty civilního obyvatelstva a rozsáhlou kritiku operací NATO, nicméně se úspěšně podařilo zpomalit operace jugoslávské armády na území Kosova.
V rámci této druhé vlny operace byla několikrát bombardována Černá Hora, přestože její prezident Milo Đukanovič patřil k anti miloševičovské opozici.[zdroj?] Cíle „dvojího použiti“, používané jak armádou, tak civilisty, byly v průběhu kampaně napadány. To zahrnovalo ničení mostů přes Dunaj, továren, elektráren, telekomunikačních zařízení, útok na ústředí politické strany Jugoslávské levice, vedené ženou Slobodana Miloševiće a Avalskou televizní věž. Během bombardování bylo poškozeno také 9 nemocnic a 300 vzdělávacích institucí. Dne 23. května a 24. května byl bombardován i systém rozvodu vody ve Sremské Mitrovici.
Při bombardování elektráren byly použity grafitové bomby. Shazovány byly také kazetové bomby.
Dne 12. dubna byl dvěma raketami zasažen vlak na trati mezi Bělehradem a Skopjí, v němž zahynulo 55 lidí. Dne 14. dubna letouny NATO omylem zasáhly konvoj albánských uprchlíků, přičemž zabily 75 lidí.
Dne 7. května 1999 došlo k zasažení čínské ambasády v Bělehradě, při kterém zahynuli tři čínští novináři. Podle prohlášení NATO šlo o chybu navigátora. Ještě téhož dne byla svržena kazetová bomba na tržnici ve městě Niš na jihu Srbska a zasažena byla i blízká nemocnice. Výbuch bomby měl na svědomí 15 mrtvých.

### Letecké boje

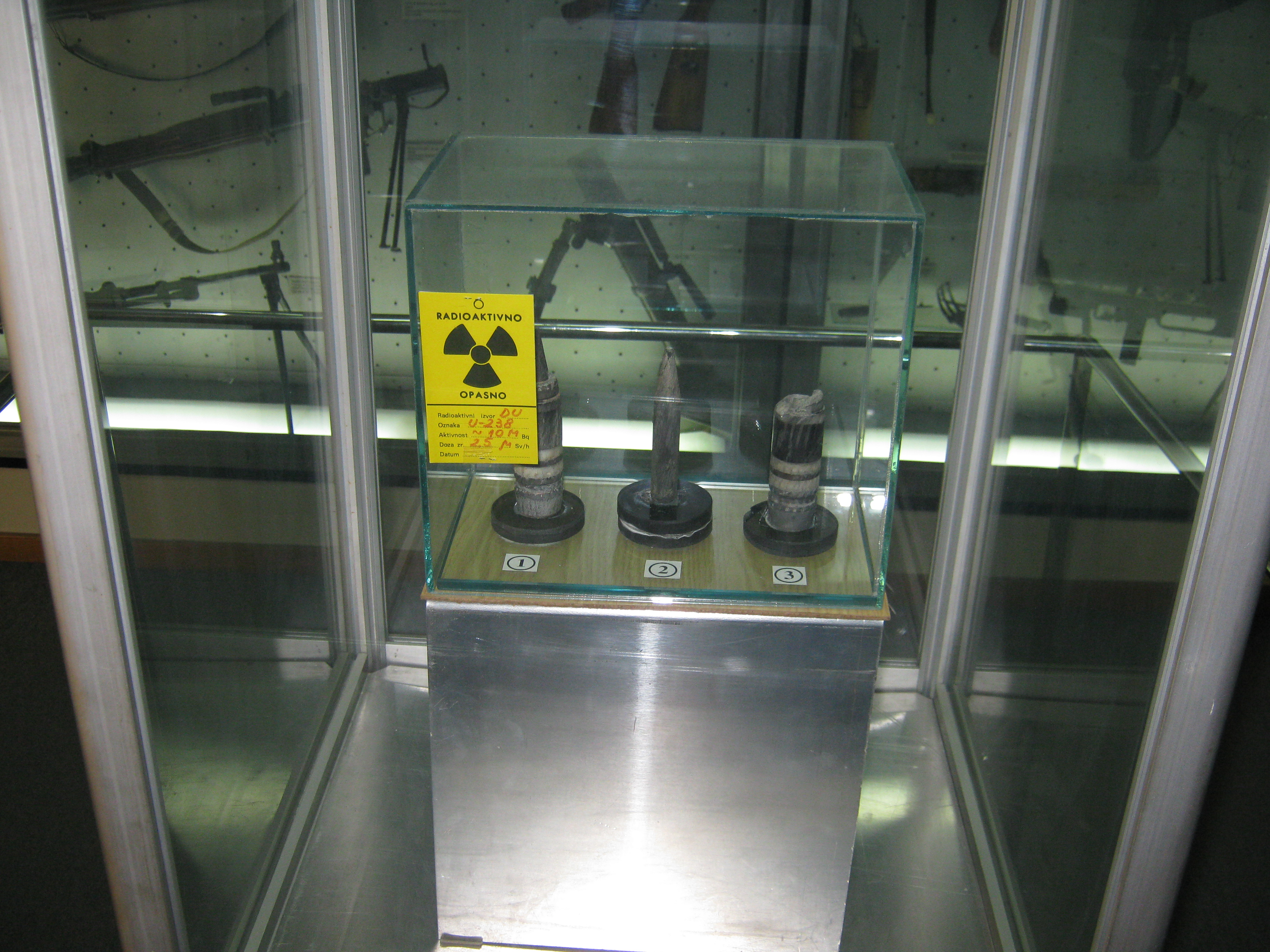
Ochuzený uran-238, používaný na území Jugoslávie. Ochuzený uran má minimální radioaktivitu, jeho účinek spočívá ve vysoké hustotě, a tudíž velké kinetické energii střely. Radiační zátěž je prakticky nulová.

Během leteckých soubojů bylo sestřeleno 6 jugoslávských stíhačů MiG-29. Další stroje byly zničeny na zemi nebo ztraceny v důsledku nehod. Spojenci v důsledku činnosti jugoslávské protiletecké obrany přišli o jeden americký stíhač F 16, jeden AV-8B Harrier a jeden stealth bombardér Lockheed F-117 Nighthawk, který se podařilo Srbům sestřelit v blízkosti vesnice Buđanovci. Eliminace "neviditelného" bombardéru byla pro jugoslávskou propagandu klíčovým momentem; bělehradská televize nadšeně informovala o údajných sestřelech dalších letadel. Jiné americké, potažmo spojenecké stroje byly výrazně poškozeny, ale podařilo se jim vrátit na základnu. Kromě těchto ztrát přišlo NATO v bojích o 4 bezpilotní letouny.

## Výsledek
Druhá vlna bombardování, která byla zahájena na konci dubna 1999 znamenala pro Srbsko ohromné ekonomické ztráty. Alianci se podařilo přimět na začátku června 1999 Slobodana Miloševiče k jednání. Dne 9. června byla podepsána vojensko-technická dohoda, na základě níž se jugoslávská armáda stáhla z území Kosova. O den později byla podepsána rezoluce OSN. č. 1244, která posvětila vstup mezinárodního kontingentu na území jihosrbské provincie. Nálety byly ukončeny o den později.

## Následky

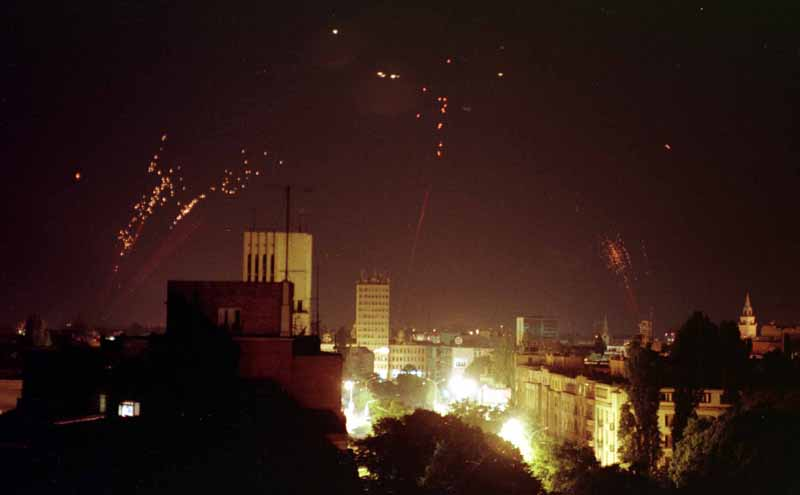
Jugoslávská protiletadlová obrana v noci

Během 78 dní trvajícího bombardování byla těžce poškozena infrastruktura, mosty, průmyslové objekty, elektrárny a telekomunikační zařízení. Náletem ze dne 24. dubna bylo zničeno rovněž ústředí a vysílač srbské státní televize. V některých případech došlo také k útokům proti ryze civilním cílům (kolona uprchlíků, osobní vlak, autobus, několik soukromých objektů, čínské velvyslanectví, nemocnice v Bělehradě atd.). V průběhu bombardování bylo zabito podle zprávy Human Rights Watch 489–528 civilistů veskrze srbské či albánské národnosti. Několik řízených střel dopadlo do Bulharska. Materiální škody po bombardování dosáhly výšky zhruba okolo čtyř miliard tehdejších amerických dolarů. Celkem bylo zničeno 34 mostů.
Eliminována byla rovněž polovina jugoslávských ropných rezerv (neboť již od začátku kampaně byly opětovně bombardovány srbské ropné rafinérie, např. v Novém Sadu a Pančevu).

### Vojenské ztráty Jugoslávie

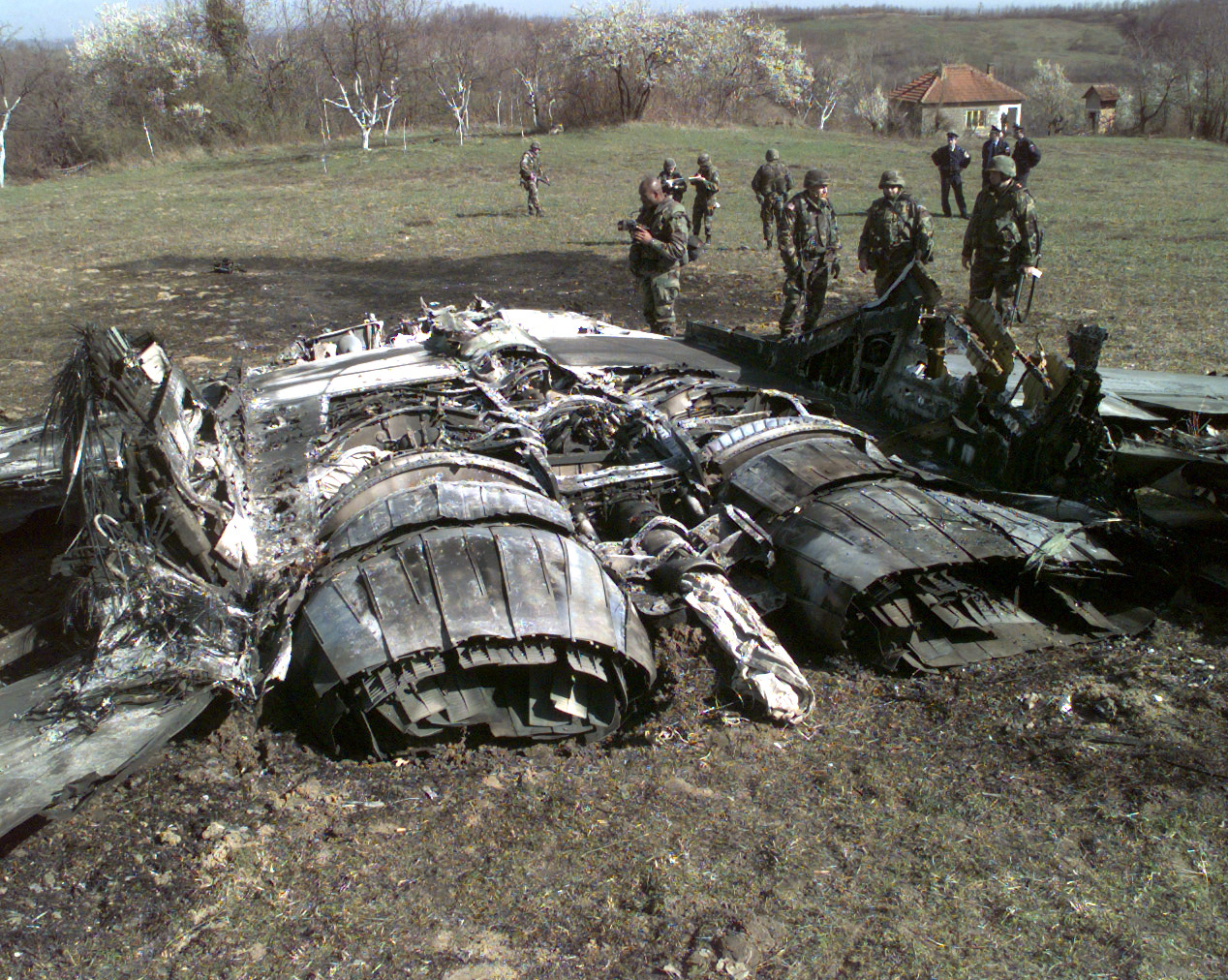
Trosky jednoho z jugoslávských stíhacích letounů MiG-29, které NATO sestřelilo

Po ukončení operace NATO vyčíslilo jugoslávské škody na 5–10 tisíc vojáků, většinu letounů MiG-29, třetinu letounů MiG-21 a stovky tanků. Jako první tyto údaje zpochybnil britský velitel jednotek v Kosovu Mike Jackson, který potvrzoval, že škody byly menší. V Kosovu bylo objeveno mnoho zničených osobních i nákladních aut a autobusů, ale tanků pouze 14. Oficiální jugoslávské údaje hovořily o 576 zabitých vojácích a 13 zničených tancích, což se více blíží realitě.[zdroj?] Bylo zjištěno, že jugoslávská armáda s úspěchem používala makety tanků, děl a letadel, a také stavěla polyetylénové mosty. Tyto klamné cíle byly opakovaně bombardovány. Generál Clark těmto údajům zprvu nevěřil, proto vyslal komisi, která však předcházející údaje o jugoslávských ztrátách potvrdila.

### Jugoslávské civilní ztráty

Bombardováním poničené Ministerstvo obrany v Bělehradě v roce 2005

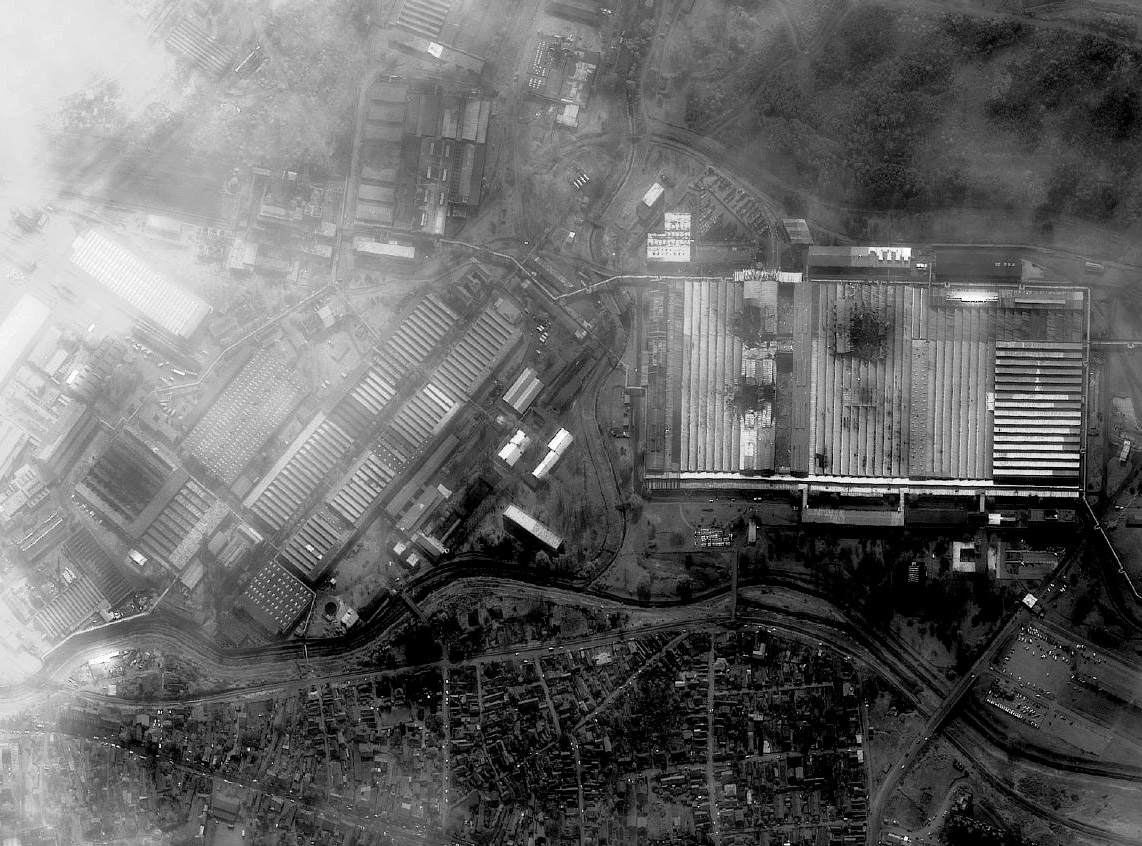
Bombardování automobilky Zastava

V několika případech byla bombardována civilní infrastruktura jako elektrárny a trafostanice, dále automobilka Zastava v Kragujevaci, továrna na elektrospotřebiče Sloboda v Čačaku, rafinérie v Novim Sadu, továrny na umělá hnojiva v Pančevu, továrna na cigarety v Niši a několik dalších továren na zpracování dřeva, tiskáren, továren na výrobu bot a továren na výrobu léků. Dne 19. dubna bombardovala letadla v Novem Sadu sídlo vojvodinského parlamentu, bomby několikrát dopadly i na Suboticu, centrum maďarské menšiny. Podle mezinárodního práva šlo o porušení ženevských konvencí a mezinárodního práva válečného, které zakazuje útoky na civilní cíle a civilní obyvatelstvo.
Kontroverzním případem a podle mezinárodního práva válečným zločinem byl noční útok na budovu srbské televize v Bělehradě, při kterém zahynulo 16 civilistů. Podle velení NATO byla televize oprávněným cílem, jelikož šířila propagandu Miloševičova režimu a tím přispívala k prohloubení etnických konfliktů. Naopak organizace Amnesty International tento útok označila za válečný zločin, jelikož šlo o civilní objekt, a vyzvala členské státy NATO k zajištění nezávislého šetření.
Celkové číslo obětí bombardování nebylo oficiálně oznámeno, nicméně jugoslávská strana uvádí odhady 1 200 až 2 500 mrtvých a kolem 5 000 zraněných. O práci přišlo asi 700 tisíc obyvatel Jugoslávie, škody pocítily nepřímo i okolní státy. Ničení průmyslových podniků způsobilo vážné škody na životním prostředí. Předpokládaná výše škod na jugoslávské ekonomice se pohybuje kolem částky 30 miliard dolarů.[zdroj?] Vzrostl také počet lidí trpících posttraumatickým stresem.

### Ztráty NATO
Dne 28. března sestřelila jugoslávská protivzdušná obrana americký letoun Lockheed F-117 Nighthawk, což bylo po odvysílání záběrů v televizi americkou stranou přiznáno. 6. dubna byl údajně nad pohořím Fruška gora sestřelen další letoun F-117. 28. dubna večer se na severu Albánie asi 40 kilometrů severovýchodně od Tirany zřítil americký bojový vrtulník Hughes AH-64 Apache. 4. května došlo k obdobné havárii vrtulníku AH-64, při které oba piloti zahynuli. 1. května byl sestřelen americký letoun se svislým vzletem a přistáním AV-8B Harrier. 2. května byl sestřelen americký letoun F-16, údajně ve vzdušném boji s letounem MiG-29. 5. května byl poblíž města Bajina Bašta patrně sestřelen další letoun NATO. Byly také sestřeleny 4 bezpilotní letouny. Další letouny byly poškozeny, některé z nich musely nouzově přistát na letištích v okolních státech.

## Postoj ČR
Česká republika se členem NATO stala jen několik dní před zahájením operace, dne 12. března 1999 společně s Polskem a Maďarskem jako první země bývalého Východního bloku. 20. března 1999 odsouhlasil za vládu její předseda Miloš Zeman letecké útoky Severoatlantické aliance na vojenské cíle v Jugoslávii. Zásah aliance konzultoval pouze s ministrem zahraničí Janem Kavanem. "Vzhledem k tomu, že celá záležitost byla operativní a že vyžadovala rozhodnutí v intervalu dvaceti až třiceti minut, po konzultaci s ministrem zahraničí jsem se rozhodl tak, jak jsem rozhodl, a to v sobotu 20. března odpoledne s tím, že jde o útoky na ryze vojenské, nikoli civilní cíle, a že se jedná o ty vojenské akce, které mají zabránit humanitární katastrofě," odpověděl premiér. Reagoval tak na dotaz, zda vláda o útocích NATO na Jugoslávii hlasovala.
Vláda Miloše Zemana operaci Spojenecká síla odsouhlasila dne 29. března 1999. Rada Bezpečnosti státu ČR chtěla mírové řešení. Prezident Václav Havel se vyjádřil slovy, že hrozba náletů byla  v dané situaci jediný možný výraz nelhostejnosti k lidským osudům. O náletech na pozice Srbů (t.j. využití síly) prezident Havel mluvil již v roce 1993 v USA u příležitosti otevření Muzea holocaustu. Havlovi začal být později kritiky operace neprávem připisován výrok o humanitárním bombardování.